# Hymiskviða
Hymiskviða (Hymerskvadet) er et kvad i den ældre Edda, hvor bl.a. historien om Thors fisketur fortælles.
Historien er brugt som udgangspunkt for Peter Madsens tegneseriealbum Ormen i dybet fra 1991 i serien om Valhalla.